# 福尔芒河畔圣迪迪耶
福尔芒河畔圣迪迪耶（法語：Saint-Didier-de-Formans，法語發音：[sɛ̃ didje də fɔʁmɑ̃] ⓘ）是法国安省的一个市镇，位于该省西南部，属于布雷斯地区布尔格区。

## 地理
福尔芒河畔圣迪迪耶（45°57'23"N, 4°46'49"E）面积6.53 平方千米，位于法国奥弗涅-罗讷-阿尔卑斯大区安省，该省份为法国东部省份，北起汝拉省，西北接索恩-卢瓦尔省，西接罗讷省和里昂大都会，南至伊泽尔省，东与萨瓦省、上萨瓦省和瑞士接壤。
与福尔芒河畔圣迪迪耶接壤的市镇（或旧市镇、城区）包括：雅桑-里奥捷、雷里约、圣贝尔纳、圣厄费米、特雷武。

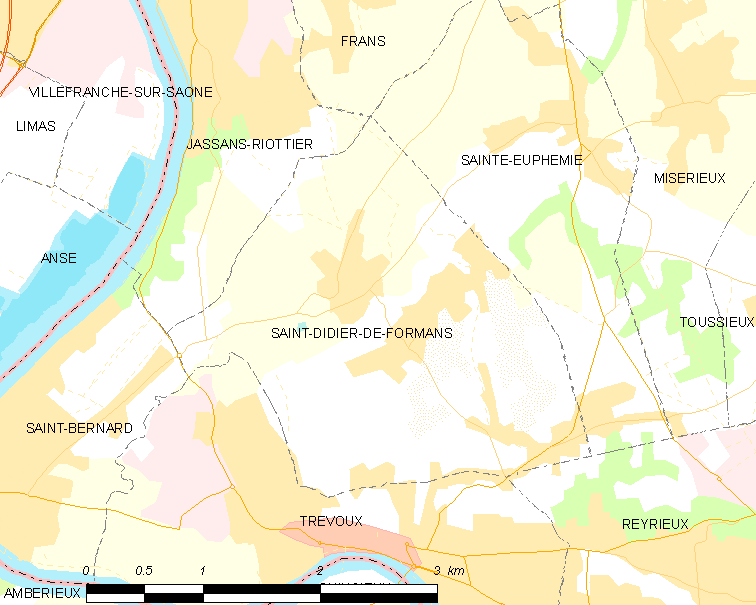
福尔芒河畔圣迪迪耶的OSM定位图

福尔芒河畔圣迪迪耶的时区为UTC+01:00、UTC+02:00（夏令时）。

## 行政
福尔芒河畔圣迪迪耶的邮政编码为01600，INSEE市镇编码为01347。

## 政治
福尔芒河畔圣迪迪耶所属的省级选区为特雷武县。

## 人口

1962-2008年间福尔芒河畔圣迪迪耶人口变化图示

福尔芒河畔圣迪迪耶于2022年1月1日时的人口数量为2176人。